# Rogier van Grinsven
Rutger Claas Rutgers (Rogier) van Gri(e)nsven (omstreeks 1565 - 's-Hertogenbosch, 21 juli 1643) was een Nederlands staatsman tijdens de Tachtigjarige Oorlog. Hij was licentiaat in de rechten.
Hij is een zoon van Rogier Rutger van Grinsven en Hadewych/Helwich/Heerken Willem Goyaerts van de Meerendonk.
Hij was twaalf ambtsperiodes schepen in 's-Hertogenbosch. Van Grinsven was voor de koning van Spanje, leenman van Brabant en Echternach. Hij ondertekende mede de capitulatie van 's-Hertogenbosch op 14 september 1629 door Frederik Hendrik en de Bosschenaren.
Dit had grote gevolgen voor de stad en de regio rondom 's-Hertogenbosch. Dit betekende dat de uitoefening van het rooms-katholieke geloof verboden was en dat de gereformeerden de belangrijkste posten gingen bezetten. Hier bleef het niet bij en een nieuw besluit van de Gedeputeerde Staten verscheen in januari 1630. Na enige fiscale bepalingen schreef het voor: de raad moest meer leden tellen om de papisten (katholieken) te overstemmen.
Den rentmeester der stad, een ingenieur van den Spaanschen koning, moest den eed afleggen of 's-Hertogenbosch verlaten.

Er moest een lijst worden overgelegd van alle ambten die nog door de katholieken bekleed werden. Zij moesten den eed afleggen om in functie te kunnen blijven of de stad verlaten. Omdat twee katholieke bestuurders van de stad, waaronder Rogier van Grinsven, weigerden de nieuwe eed van het gereformeerde en Verenigde Nederlanden af te leggen werden zij dadelijk uit de regering gezet en kwamen niet meer in aanmerking voor vooraanstaande posten.
Hij is gehuwd op 14 februari 1592 te 's-Hertogenbosch met Josina van Ammelroij van Vlijmen, dochter van Arent Janszn. van Ammelroij van Vlijmen en Jenneke Willemse Geubels. Uit dit huwelijk 4 kinderen; w.o. Hester.
Van Grinsven ligt begraven in de Sint-Janskathedraal.